# Tritilodòntids
Els tritilodòntids (Tritylodontidae) són una família de sinàpsids cinodonts herbívors altament especialitzats.

## Distribució
Se n'han trobat espècimens a Sud-àfrica, Europa, Nord-amèrica i possiblement Sud-amèrica, la Xina i l'Antàrtida. La troballa de dents aïllades procedents del Cretaci inferior de Rússia augmenta bastant l'abast temporal de la seva distribució.

## Morfologia

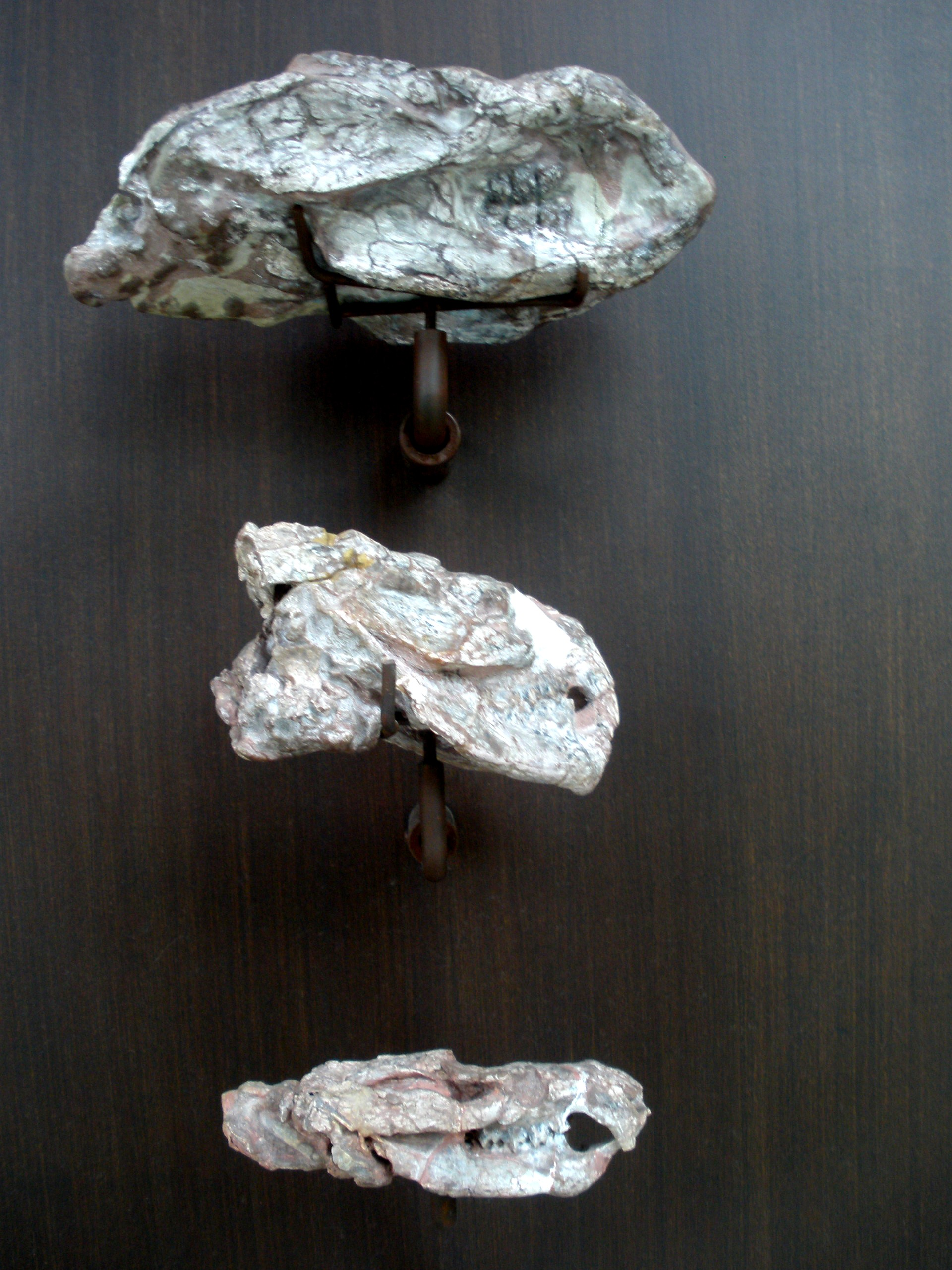
Kayentatherium

Aquesta família posseïa una mida variable, amb el crani de menys de 5 cm en Bocatherium i de fins a 25 cm en Tritylodon de Sud-àfrica i Kayentatherium de Nord-amèrica.
Foren uns dels últims cinodonts no-mamífers i possiblement descendeixen de Cynognathus. Es creu que els mamífers descendeixen d'aquest grup de cinodonts; tanmateix, també es considera que pogueren originar-se a partir de la família dels tritelodòntids. Fou el grup més recent de teràpsids no-mamífers; aparegueren a finals del Triàsic i existiren durant el període Juràssic fins al Cretaci mitjà.